# محاصره ماییتکینا
محاصره ماییتکینا (انگلیسی: Siege of Myitkyina) پیروزی متفقین در بخشی از عملیات بزرگتر برمه شمالی و یوننان نبرد شمال میانمار و غرب یون‌نان در  جنگ جهانی دوم بود که موفق به گشودن جاده لدو شد.